# Jean Siegfried
Pour les articles homonymes, voir Siegfried.
Jean Siegfried, né le 24 février 1931 à Genève et mort le 16 avril 2014, est un neurochirurgien suisse. Il effectue l'essentiel de sa carrière à Zurich où il a été un pionnier de la chirurgie stérétoaxique.